# Чемпионат России по женской борьбе 2015
Чемпионат России по женской борьбе 2015 года проходил с 24 по 26 апреля в Кемерово.

## Медалисты
| Весовая категория | Золото                                        | Серебро                                  | Бронза                                                                          |
| ----------------- | --------------------------------------------- | ---------------------------------------- | ------------------------------------------------------------------------------- |
| До 48 кг          | Елена Вострикова (Красноярский край)          | Валентина Исламова (Санкт-Петербург)     | Надежда Фёдорова (Чувашия) Валерия Чепсаракова (Кемеровская область)            |
| До 53 кг          | Наталья Малышева (Хакасия)                    | Ольга Хорошавцева (Красноярский край)    | Любовь Сальникова (Кемеровская область) Стальвира Оршуш (Бурятия)               |
| До 55 кг          | Ирина Ологонова (Москва — Бурятия)            | Надежда Третьякова (Кемеровская область) | Вероника Чумикова (Чувашия) Виктория Шульгина (Санкт-Петербург — Пермский край) |
| До 58 кг          | Юлия Алборова (Москва)                        | Анжела Титенко (Калининградская область) | Оксана Нагорных (Ленинградская область) Екатерина Вьюнова (Москва)              |
| До 60 кг          | Светлана Липатова (Татарстан)                 | Жаргалма Цыренова (Бурятия — Москва)     | Наталья Федосеева (Кемеровская область) Мария Люлькова (Московская область)     |
| До 63 кг          | Инна Тражукова (Москва — Ульяновская область) | Юлия Пронцевич (Красноярский край)       | Дарима Санжеева (Москва — Бурятия) Кристина Ерёмина (Краснодарский край)        |
| До 69 кг          | Светлана Бабушкина (Брянская область)         | Татьяна Морозова (Москва)                | Наталья Куксина (Кемеровская область) Анастасия Щавлинская (Якутия)             |
| До 75 кг          | Алёна Стародубцева (Красноярский край)        | Екатерина Букина (Москва)                | Алёна Перепёлкина (Санкт-Петербург) Алёна Афанасьева (Новосибирская область)    |